# Colli di Fontanelle
Colli di Fontanelle is een plaats (frazione) in de Italiaanse gemeente Sant'Agnello.

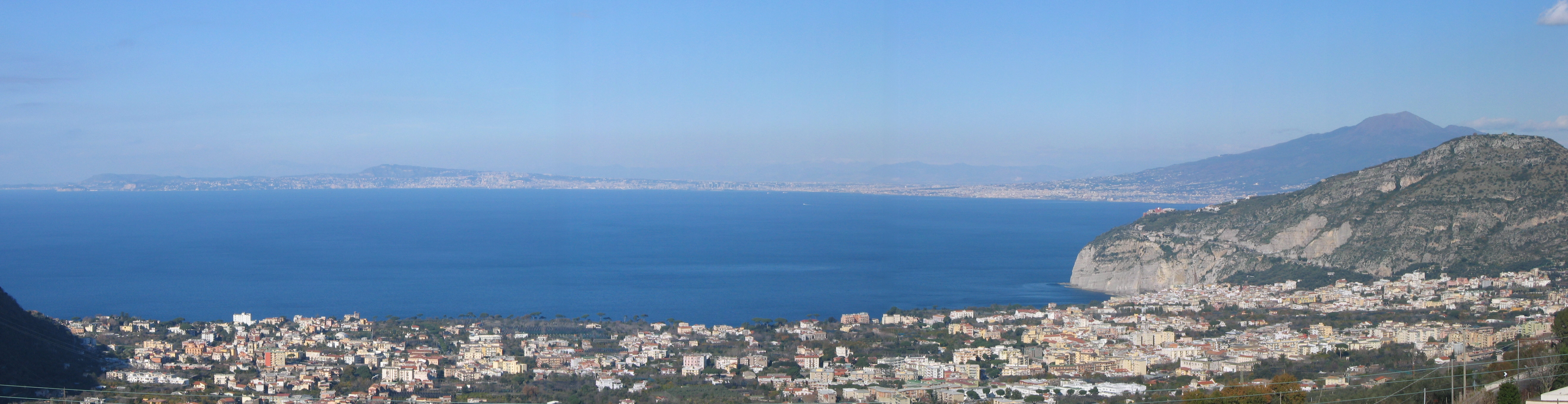
Colli di Fontanelle: Panorama